# Sardinija
Sardinija (italijansko Sardegna, izgovorjava [sarˈdeɲɲa], sardsko Sardìgna, Sardìnnia, izgovorjava [saɾˈdiɲɲa saɾˈdinja], sasarsko Sardhigna, galureško Saldigna, algareško Sardenya, tabarkin Sardegna) je s površino približno 24.000 km2 za Sicilijo drugi največji otok na Sredozemskem morju in na ozemlju Italije. Leži zahodno od Apeninskega polotoka in malo južno od francoske Korzike. Od Ligurije na severu je oddaljena približno 350 km, od Afrike na jugu pa približno 250 km. Zahodno od Sardinije je Sardinsko morje, enota Sredozemskega morja; na vzhodu Sardinije je Tirensko morje, ki je tudi del Sredozemskega morja.
Najbližje kopenske mase so (v smeri urinega kazalca od severa) otok Korzika, italijanski polotok, Sicilija, Tunizija, Balearski otoki in Provansa. Tirenski del Sredozemskega morja je neposredno vzhodno od Sardinije med sardinsko vzhodno obalo in zahodno obalo italijanskega celinskega polotoka. Bonifacijski preliv je neposredno severno od Sardinije in ločuje Sardinijo od francoskega otoka Korzika.
Obale Sardinije so dolge 1849 km. Na splošno so visoke in skalnate, z dolgimi, razmeroma ravnimi odseki obale, številnimi izrazitimi rti, nekaj širokimi, globokimi zalivi, riasi, številnimi zalivi in z različnimi manjšimi otoki ob obali.
Politično je Sardinija ena od petih avtonomnih dežel Italije z uradnim imenom Regione Autonoma della Sardegna/Regione Autònoma de Sardigna. Kot taka ima nekaj notranje avtonomije. Razdeljana je na štiri province in glavno mesto Cagliari, ki je hkrati največje na otoku. Sardinci govorijo domorodno sardinščino in manjšinske jezike: sasarščino, korziško galurščino, algareško katalonščino in ligurski tabarkino. Jeziki so priznani z regionalno zakonodajo in imajo enak položaj kot italijanščina.
Zaradi raznolikosti ekosistemov, v katere spadajo gore, gozdovi, ravnine, velika nenaseljena področja, reke, kamnite obale in dolge peščene plaže, je Sardinija nekakšen mikro kontinent z izredno dolgo zgodovino.

## Geološki nastanek
Geološko sta Sardinija in Korzika ostanek kopnega, ki se je v paleozoiku dvignil iz morja vsled premikanja evrazijskih, afriških in severnoatlantskih tektonskih plošč. Najstarejše kamnine so naplavine, dolomiti in sljudasti sedimenti (Iglesiente, Sulcis), ki jih ponekod prečkajo granitne in rudne žile. Pozneje so nastali graniti, ki so značilni za vzhodno obalo od Gallure do Sarrabusa. Iz eocena je ogromno področje, ki obkroža bogata najdišča lignita v Sulcisu. Vulkanska dejavnost naslednje dobe je povzročila več prelomov in usadov, ki so področje močno prizadeli. V miocenu, ko se je vulkanska dejavnost prekinila, sta se Sardinija in Korzika prekrili z apnenčastimi usedlinami, ki so ustvarile obširna rodovitna ozemlja. Ko so se ob koncu miocena spet zbudili vulkani, so se v osrednji in južni Sardiniji pojavile bazaltne kamnine, ki so značilne za giare, velike skalnate visoke planote z visokimi neprestopnimi robovi. Od pliocena dalje so se skozi tisočletja skalnati vrhovi krušili in zapolnjevali nižine ter ustvarjali današnji ravninski svet.

## Površinska oblika
Gorovje otoka je sorazmerno nizko in sestoji iz več skupin ali osamljenih gora, ki jih ločijo rečne doline ali visoke planote. Glavna gorstva so
- Sarrabus na jugovzhodu,
- Gennargentu od notranjosti proti vzhodnim delom otoka.
- Limbara na severu,
- Marghine, ki prečka diagonalno severni del otoka,
- Iglesiente - Sulcis na jugozahodu.

Najvišji vrhovi so v Gennargentu, in sicer Punta La Marmora (1834 m), Bruncu Spina (1829 m), Punta Paulinu (1792 m) in drugi; ostali tisočaki so Monte Corrasi v Supramonte (1463 m), Limbara (1362 m), Monte Linas (1236 m), Monte Albo (1127 m).
Najobsežnejša ravnina je Campidano (2350 km²) na jugovzhodu otoka. Ostale ravnine so planota Piana del Sulcis, dolina ob spodnjem toku reke Flumendosa in nekaj obalnih področij, ki so bila do nedavnega še močvirnata in so bila bonificirana.
Razporeditev in sestav gorstev ter sezonska količina padavin seveda vplivajo na padec in deročnost rek. V vzhodnih predelih otoka so reke kratki hudourniki z velikim padcem. Samo Flumendosa in Cedrino sta daljši reki. Na zahodni strani otoka. ki je delno ravninska in z manj strmimi vzpetinami, so reke daljše in manj deroče. Važnejše so Tirso, Flumendosa, Coghinas, Temo in Cedrino. Sardinija nima naravnih jezer, pač pa več umetnih, ki so nastala z zajezitvijo glavnih rek. Tirso, najvažnejša sardinska reka, je pred prvimi zajezitvami (1924) skoraj vsako pomlad poplavljala in hudo poškodovala okolico. Prvi jezovi so bili pozneje zaliti z novimi umetnimi jezeri, ki jih je ustvaril modernejši jez Sa Cantonera. Na Flumendosi sta bili ustvarjeni dve veliki jezeri s skupno prostornino okoli 380 milijonov m³, ki ju podvodni kanali povezujejo z manjšimi jezeri in hidroelektrarnami

## Podnebje
Temperature so zelo ugodne, saj nikoli ne padejo pod 10 °C. Srednja letna temperatura je med 15 in 17 °C ob obali, v višinah nekaj stopinj manj. Januarske temperature so na primer okoli 9-10 °C ob obali in 3,5 °C na višini 1000 metrov, julijske pa 24 °C oziroma 19 °C. Dežuje predvsem v dveh obdobjih, v novembru/decembru in v februarju/marcu. seveda obilneje v višjih predelih. Nasprotno trpita sušo južni Campidano in planota Sulcis.
Značilnost Sardinije je skoraj nepretrgano področje nizkega zračnega tlaka, ki povzroča stalne vetrove. Predvsem piha maestral, večkrat z močjo preko 100 km/h. Zato je bilo v zadnjih desetletjih zgrajenih več elektrarn za pridobivanje vetrne energije.

## Naravne posebnosti
Sardinija se odlikuje po velikem številu endemizmov, to je po naravoslovnih posebnostih, zaradi katerih se po navadi opisuje kot geotop in biotop. Zemljepisna in zgodovinska osamljenost otoka sta pripomogli k ohranitvi mnogih živalskih in rastlinskih vrst, ki so na kontinentu izumrle. Tudi sama geologija otoka, povsem različna od ostale Evrope, nudi veliko gradiva za nadaljnje študije, saj so se ohranile še nedotaknjene mnoge karakteristične oblike ozemlja, na primer kraški pojavi, granitni masivi in predvsem podmorski habitat. Deželna uprava je že leta 1989 zaščitila sledeča ozemlja:
- 3 narodne parke
- 8 krajinskih parkov
- 60 naravnih rezervatov
- 24 naravnih spomenikov
- 16 naravoslovno zanimivih področij
- 5 področij, ki jih je Svetovni sklad za naravo WWF označil za oaze.

### Rastlinstvo in živalstvo
Zaradi nenehne izoliranosti Sardinije od celinske Evrope tudi med ledeniško nizko gladino morja (ko je bila povezana s Korziko), ima Sardinija visoko stopnjo endemizma tako glede flore kot favne, vključno z žuželkami in pajkovci, kot tudi kopenskimi vretenčarji z endemičnimi dvoživkami (vključno s tistimi, ki jih najdemo tudi na Korziki), vključno s sardinskim potočnim močeradrom, rjavim jamskim močeradrom, carskim jamskim močeradom, jamskim močeradrom Monte Albo, jamskim močeradrom Supramonte, jamskim močeradrom Sarrabus (Speleomantes sarrabusensis) in sardinsko drevesno žabo (najdemo jo tudi na Korziki), s kuščarji, ki so endemični za arhipelag, vključno z Bedriaginim skalnim kuščarjem, tirenskim stenskim kuščarjem in Fitzingerjevim algyroidesom.
V poznem pleistocenu sta imeli Sardinija in Korzika visoko endemično favno kopenskih sesalcev, ki je danes vsa izumrla, vključno z poljsko mišjo, (Rhagamys orthodon), voluharjem (Microtus henseli), rovko (Asoriculus similis), krtom (Talpa tyrrhenica), pritlikavim mamutom (Mammuthus lamarmorai), sardinska pika (Prolagus sardus), šakal, sardinski pes (Cynotherium sardus), kune (Enhydrictis galictoides), tri vrste vidre (Algarolutra majori, Sardolutra ichnusae in Megalenhydris barbaricina) in jelen (Praemegaceros cazioti). Nekatere od teh živali so bile izumrle na začetku holocena, pri čemer naj bi vrste jelenov obstajale do pred približno 7600 leti, rovke pa do neolitika, medtem ko naj bi sardinske pike, voluharice in poljske miši obstajale vztrajal do pred približno 3000–2000 leti. Zlasti sardinske pike je bilo v preteklosti na otoku veliko in so jo prvi prebivalci uporabljali kot vir hrane. Na današnjem otoku živalstvo vključuje različne vnesene vrste sesalcev, kot je korziški rdeči jelen.
Otok naseljujejo kopenske in morske želve, kot so grška kornjača, mavrska kornjača, širokoroba želva (Testudo marginata sarda), tunizijska želva, glavata kareta in orjaška črepaha.
Nekatere ptice ujede, ki jih najdemo tukaj, so beloglavi jastreb, kanja, planinski orel, mala uharica, rjavi lunj, sokol selec, sršenar, kragulj (Accipiter gentilis arrigonii), kragulji orel in sredozemski sokol ali Eleonorin sokol, čigar ime prihaja od Eleonore Arborejske, narodne junakinje Sardinije, strokovnjakinje za sokolarstvo. Na stotine lagun in obalnih jezer, s katerimi je posejan otok, so dom številnim vrstam močvirskih ptic, kot je veliki plamenec.
Nasprotno pa na Sardiniji manjka veliko vrst, ki so običajne na evropski celini, kot so gad, volk, rjavi medved in svizec.
Otok se že dolgo uporablja tudi za pašo čred avtohtonih sardinskih ovac. Sardinski anglo-arabec je pasma konj, ki je nastala na Sardiniji, kjer se selektivno vzreja že več kot sto let.
Za Sardinijo so značilne tri različne pasme psov: sardinski pastirski pes, dogo sardo in levriero sardo.